# کورت ری
کورت ری (انگلیسی: Kurt Rey؛ زادهٔ ۱۰ دسامبر ۱۹۲۳) بازیکن فوتبال اهل سوئیس است.
وی عضو تیم ملی فوتبال سوئیس در جام جهانی فوتبال ۱۹۵۰ بوده‌است.